# Pronophila cordillera
Pronophila cordillera är en fjärilsart som beskrevs av John Obadiah Westwood 1851. Pronophila cordillera ingår i släktet Pronophila och familjen praktfjärilar. Inga underarter finns listade i Catalogue of Life.